# Шмихел над Мозирјем
Шмихел над Мозирјем (словен. Šmihel nad Mozirjem) је насељено место у општини Мозирје, Савињска регија, Словенија.

## Историја
До територијалне реорганизације у Словенији био је у саставу старе општине Мозирје.

## Становништво
У попису становништва из 2011. године, Шмихел над Мозирјем је имао 158 становника.
| Број становника према пописима | Број становника према пописима | Број становника према пописима |
| ------------------------------ | ------------------------------ | ------------------------------ |
| 1991                           | 2002                           | 2011                           |
| 163                            | 168                            | 158                            |

Напомена: До 1955. исказивано под именом Шмихел.